# Schloss Slawentzitz

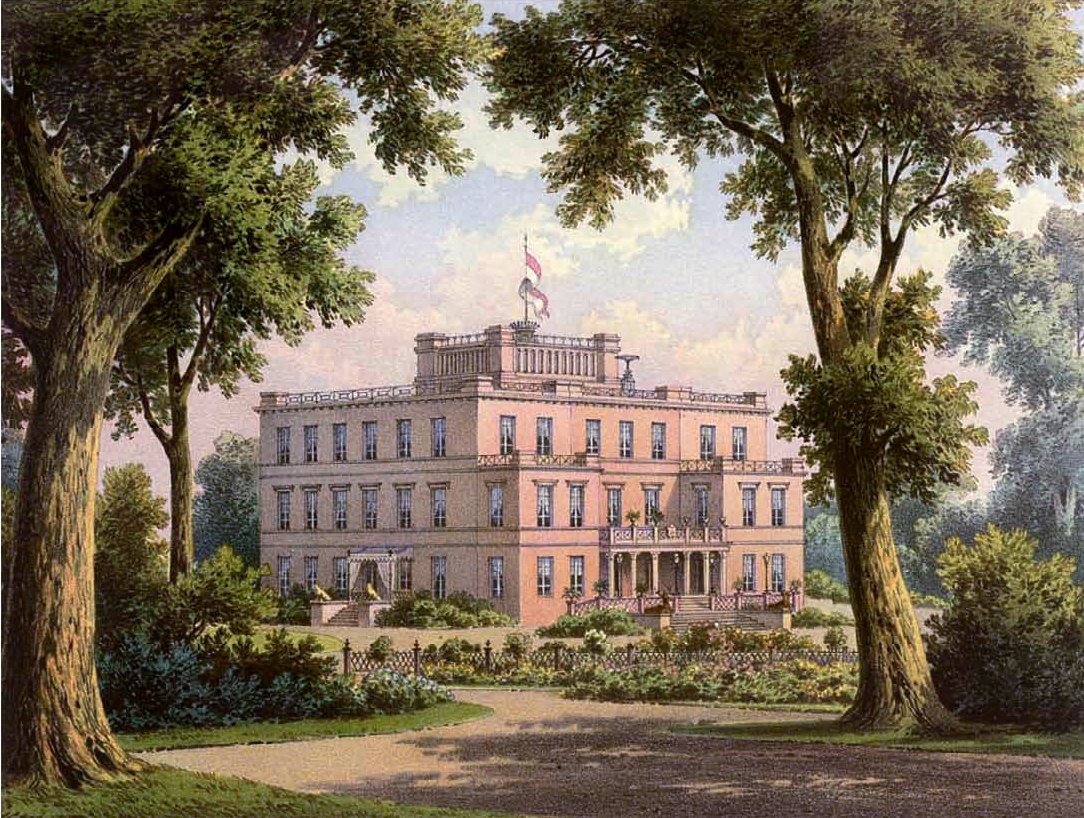
Schloss Slawentzitz um 1860, Sammlung Alexander Duncker

Das Schloss Slawentzitz in Slawentzitz (polnisch Sławięcice) gehörte bis 1945 zum Landkreis Cosel östlich der Oder und liegt heute in der Woiwodschaft Opole in Polen.

## Geschichte
Die Herrschaft Slawentzitz unterstand zunächst den Oppelner Herzögen als herzogliches Kammergut, später der böhmischen Krone. Das Schloss wurde im 15. Jahrhundert errichtet.
Im Jahr 1600 wurde Bohussin von Zwolle und Güdedenstein Besitzer, später die Freiherren von Sießwohl. Im Jahr 1678 kam Gräfin Henkel durch Tausch in Besitz von Armenruh. Die Familie Henkel verkaufte 1702 an die von Flemming, die den Besitz 1714 an die von Hoym vertauschten.
Nachdem im Jahre 1702 der sächsische General und spätere Minister Heinrich Jakob Reichsgraf von Flemming das Gut von der Gräfin Henchelin erworben hatte, ließ er 1709 in Slawentzitz und den Nachbarorten Jakobswalde und Blechhämmer (Blachownia Śląska) mehrere Eisen- und Messinghämmer errichten, wobei letzterer zu dieser Zeit als das modernste Hüttenwerk in Oberschlesien galt. Für eine Messingfabrik, eine Drahtfabrik und eine Spiegelfabrik, die bald hinzukamen, warb er mit Steuerbefreiungen Arbeiter aus dem Erzgebirge und Brandenburg an. 
Am 14. Juni 1714 gelangte die Herrschaft im Tausch gegen das Rittergut und Schloss Burgscheidungen mit dem dazugehörigen Vorwerk Birkigt im Amt Freyburg an Adolph Magnus Freiherr von Hoym. Zwischen 1716 und 1720 ließ dieser an dem Schloss gegenüberliegenden Ufer der Klodnitz ein Gartenschloss nach dem Vorbild von Versailles errichten, das aber bald abbrannte. Ferner erweiterte er die Messingfabriken.

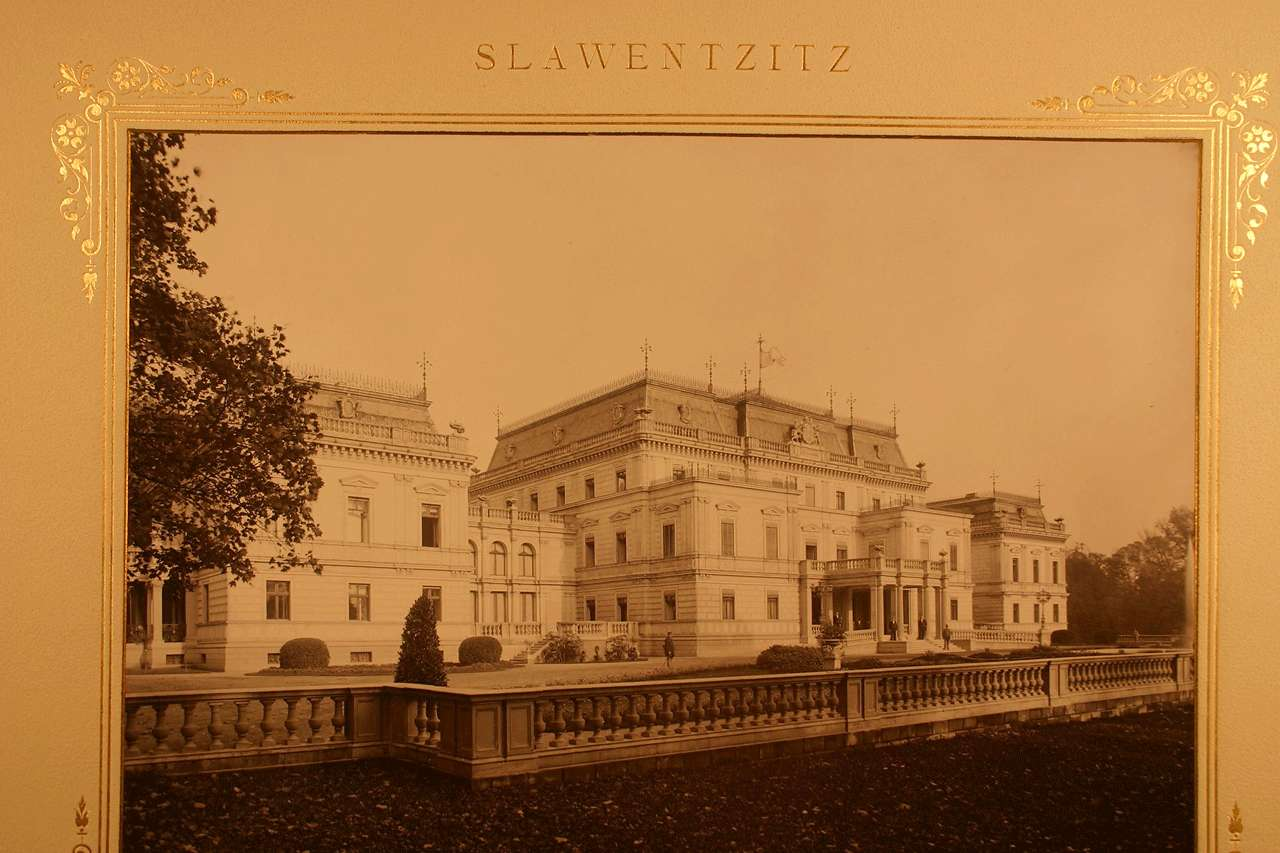
Schloss Slawentzitz (1897)

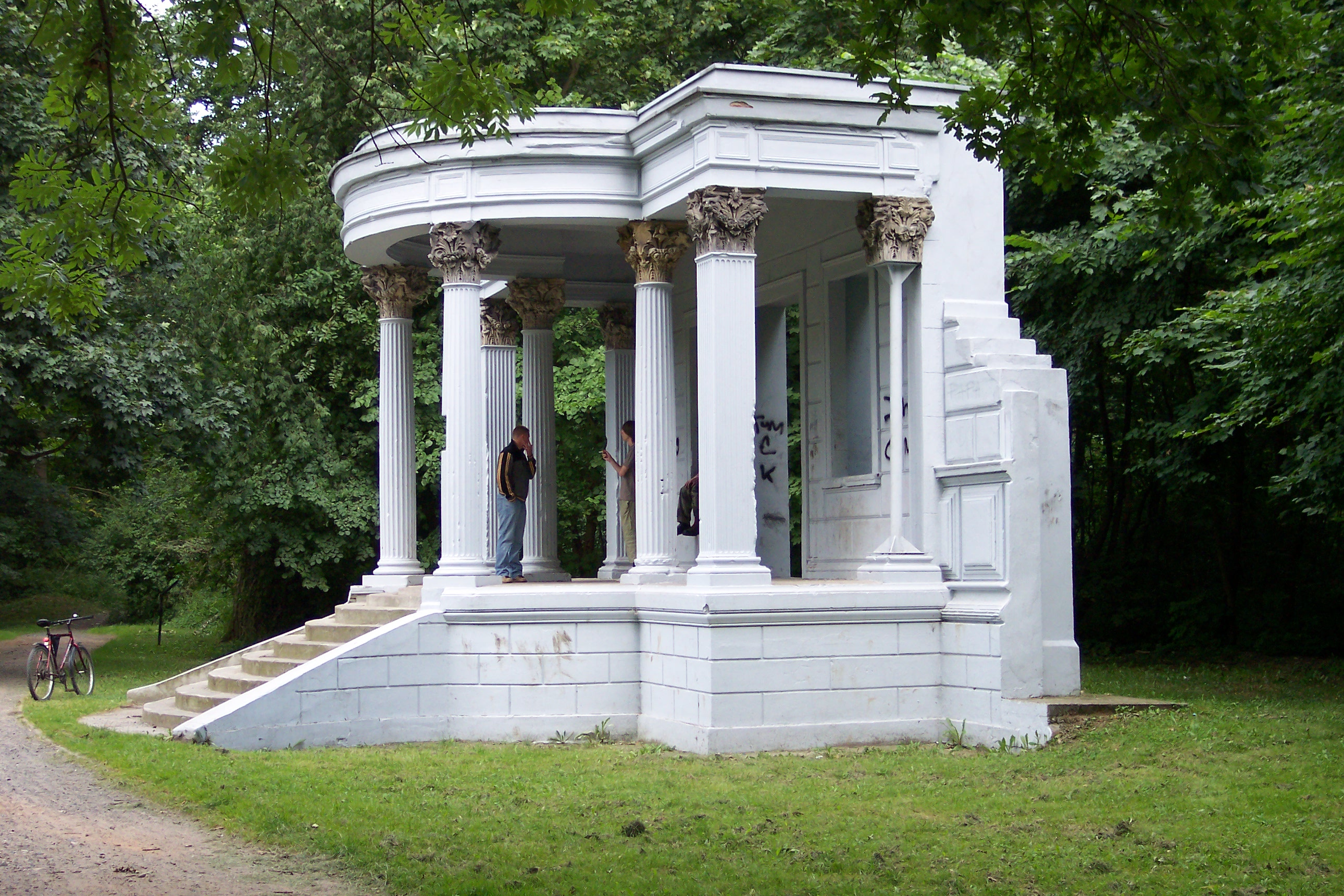
Reste des Schlosses von Slawentzitz

Durch Heirat gelangte das Gut 1782 an den preußischen General Friedrich Ludwig, Fürst zu Hohenlohe-Ingelfingen, der 1806 in den Ruhestand versetzt wurde und 1799 aus der Herrschaft Slawentzitz und anderen Gütern einen Fideikommiss errichtete. Nach dessen Tod entstand im Schlosspark ein monumentales Grabmal aus Gusseisen mit dem Leitspruch des Hauses Hohenlohe. Sein Sohn August, Fürst zu Hohenlohe-Öhringen, baute das 1827 nach einem Blitzeinschlag ausgebrannte alte Schloss klassizistisch wieder auf.
Dessen Sohn Hugo, Fürst zu Hohenlohe-Öhringen, der die Herrschaft ab 1849 innehatte, erlangte 1861 bei der Krönungsfeier Wilhelms I. den Titel eines Herzogs von Ujest. Das Herzogtum, das seinen Sitz in Slawentzitz hatte, vereinte die Fideikommisse Slawentzitz, Ujest und Bitschin mit einer Fläche von 175 km². Das Schloss erhielt ein Dach und eine Fassade im französischen Neobarockstil. Durch den Bau des Klodnitzkanals und der Bahnstrecke von Breslau über Kandrzin nach Gleiwitz entwickelte sich Slawentzitz von einem unbedeutenden Marktflecken zu einem Industriestandort.
Das Haus Hohenlohe zählte zu den bedeutendsten Großindustriellen Oberschlesiens und wurde mit dem Einstieg in den Galmeibergbau und die Zinkverhüttung einer der weltweit größten Zinkhersteller. Slawentzitz war nicht nur Hauptwohnsitz des Hauses Hohenlohe-Öhringen bis in den Zweiten Weltkrieg, sondern auch der Verwaltungssitz seines Industrie- und Bergbauimperiums. 
Hugos Sohn Christian Kraft zu Hohenlohe-Öhringen erwarb zudem 1879 für 500.000 Gulden das fast 12.000 ha große Gebiet von Tatranská Javorina (deutsch Uhrngarten) in der Tatra, das damals zum Königreich Ungarn gehörte und heute in der Slowakei liegt. Er erbaute dort das Jagdschloss Hohenlohe und richtete in Uhrngarten die Verwaltung seiner Besitzungen in der Tatra und im übrigen Ungarn ein.
Die im Oktober 1921 geschaffene deutsch-polnische Grenze entlang der Sforza-Linie schlug Slawentzitz Deutschland zu. Durch Kriegseinwirkung wurde das Schloss 1945 beschädigt, im gleichen Jahr der Fürst zu Hohenlohe-Oehringen enteignet. Die Familie war noch während des Krieges auf ihre ungarischen Besitztümer ausgewichen, später kehrte sie nach Schloss Neuenstein im Hohenlohischen zurück, wo sie auch die Schlösser Öhringen, Kirchberg, Ingelfingen und Friedrichsruhe besaß. Die Ruine von Schloss Slawentzitz brannte 1948 ab und wurde abgebrochen.

## Bauwerk
Das alte Schloss war ein massiver, viereckiger Bau mit Schindeldach und war von einem Wassergraben umgeben. Das alte Schloss brannte 1827 nach einem Blitzschlag nieder. An derselben Stelle wurde 1836 ein neues dreistöckiges Schloss gebaut, dem 1867–68 Seitenflügel hinzugefügt wurden. Heute erinnert nur ein erhaltener Seitenportikus an den Bau.